# Italochrysa boueti
Italochrysa boueti är en insektsart som först beskrevs av Luisa Eugenia Navas 1927.  Italochrysa boueti ingår i släktet Italochrysa och familjen guldögonsländor. Inga underarter finns listade i Catalogue of Life.